# Macrocarpaea neillii
Macrocarpaea neillii är en gentianaväxtart som beskrevs av Jason Randall Grant. Macrocarpaea neillii ingår i släktet Macrocarpaea och familjen gentianaväxter. Inga underarter finns listade i Catalogue of Life.